# Bartholomäus V Welser
Bartholomäus V Welser, även kallad den äldre, född 25 juni 1484 i Memmingen, död 28 mars 1561 i Amberg i Unterallgäu, var en augsburgsk patricier och köpman.

## Biografi
Welser var son till Anton I Welser, som var svärson till Hans Vöhlin d.y. och arbetade i Vöhlin-sällskapet.
Mellan 1519 och 1551 var han chef för Welser-sällskapet i Augsburg, ett av 1500-talets största handels-, bank-, rederi- och gruvföretag. 1528 slöt han en asiento med den spanska kronan, enligt vilket huset Welser under en period om nästan 30 år erhöll ståthållarskap över den spanska provinsen Venezuela. Som bankir åt både kejsare Karl V och den franske kung Frans I hade han stort inflytande på sin tids mäktiga.